# Championnat d'Europe de billard carambole artistique
 (novembre 2016).
Si vous disposez d'ouvrages ou d'articles de référence ou si vous connaissez des sites web de qualité traitant du thème abordé ici, merci de compléter l'article en donnant les références utiles à sa vérifiabilité et en les liant à la section « Notes et références ».
Le championnat d'Europe de billard carambole  artistique est organisé par la Confédération européenne de billard.

## Palmarès

### Année par année

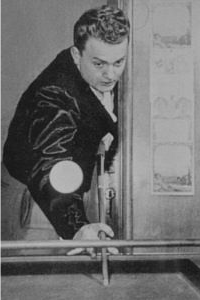
Raymond Steylaerts - Recordman du nombre de victoires

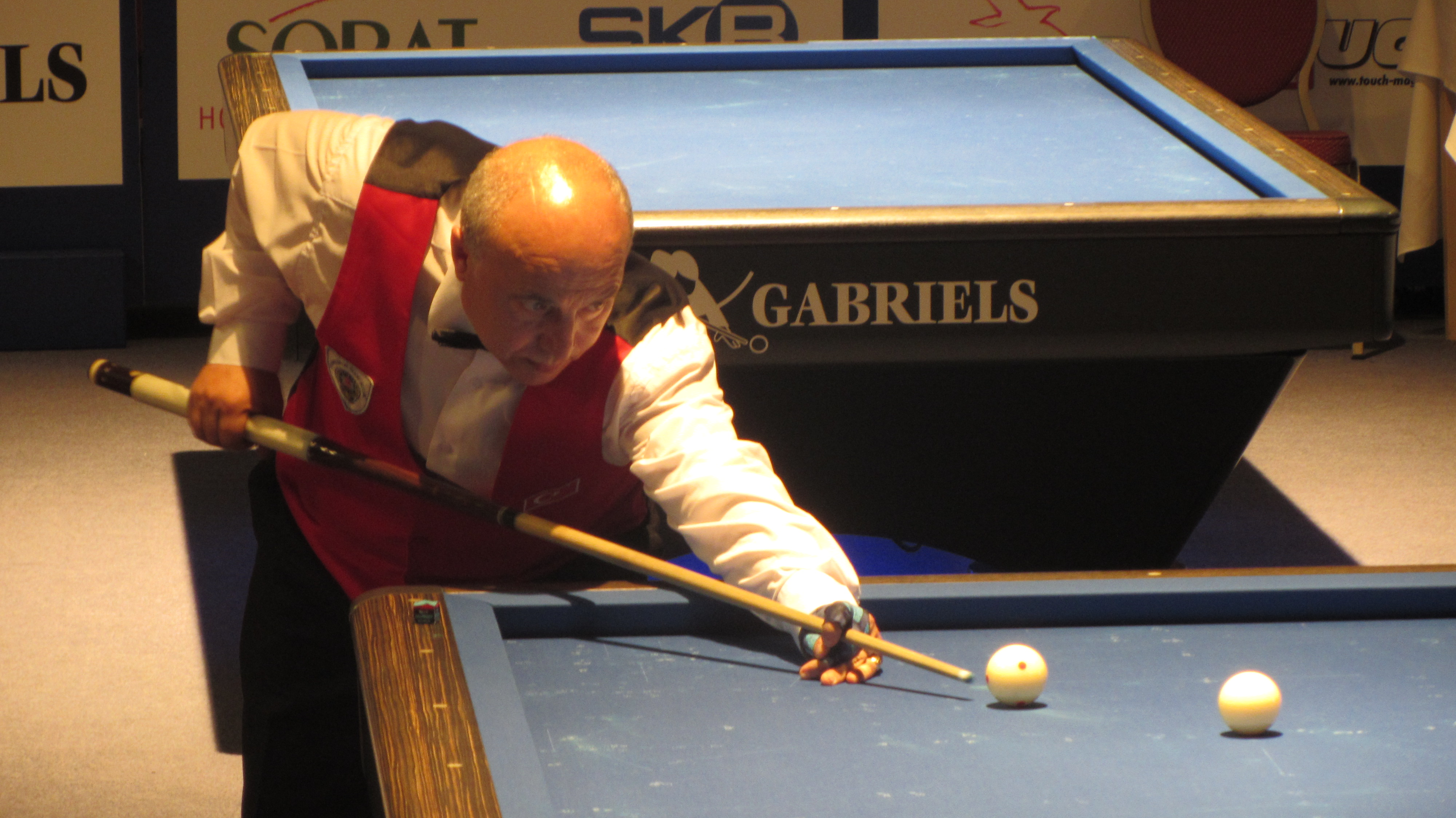
Serdar Gumus - Champion d'Europe en titre

Liste des champions d'Europe de la CEB à l'artistique[réf. incomplète],[réf. incomplète],[réf. incomplète].
| Année | Ville hôte           | Vainqueur               | Perf.   |
| ----- | -------------------- | ----------------------- | ------- |
| 1947  | Paris                | René Vingerhoedt (1)    | 247 P.  |
| 1948  | Marseille            | René Vingerhoedt (2)    | 260 P.  |
| 1949  | Anvers               | René Vingerhoedt (3)    | 294 P.  |
| 1950  | Barcelone            | René Vingerhoedt (4)    | 258 P.  |
| 1951  | Amsterdam            | René Vingerhoedt (5)    | 256 P.  |
| 1952  | Bordeaux             | Joaquim Domingo (1)     | 267 P.  |
| 1953  | Bone-Algier          | René Vingerhoedt (6)    | 226 P.  |
| 1954  | Madrid               | Raymond Steylaerts (1)  | 302 P.  |
| 1955  | Paris                | Raymond Steylaerts (2)  | 270 P.  |
| 1956  | Madrid               | Raymond Steylaerts (3)  | 317 P.  |
| 1957  | Saarbrucken          | Raymond Steylaerts (4)  | 214 P.  |
| 1959  | Madrid               | Raymond Steylaerts (5)  | 249 P.  |
| 1961  | San Sebastien        | Raymond Steylaerts (6)  | 222 P.  |
| 1962  | Murcie               | Raymond Steylaerts (7)  | 242 P.  |
| 1968  | Lyon                 | Joaquim Domingo (2)     | 292 P.  |
| 1969  | Alicante             | Joaquim Domingo (3)     | 246 P.  |
| 1973  | St Vincent           | Raymond Steylaerts (8)  | 255 P.  |
| 1975  | Dortund              | Raymond Steylaerts (9)  | 265 P.  |
| 1975  | Amersfoort           | Raymond Steylaerts (10) | 287 P.  |
| 1977  | Bruxelles            | Raymond Steylaerts (11) | 307 P.  |
| 1978  | St Maur              | Raymond Steylaerts (12) | 252 P.  |
| 1979  | Barcelone            | Claudio Nadal (1)       | 292 P.  |
| 1980  | Zurich               | Léo Corin (1)           | 320 P.  |
| 1981  | Apeldoorn            | Hans De Jager (1)       | 337 P.  |
| 1982  | Barcelone            | Raymond Steylaerts (13) | 316 P.  |
| 1983  | Linz                 | Raymond Steylaerts (14) | 302 P.  |
| 1983  | Bendorf              | Léo Corin (2)           | 320 P.  |
| 1985  | Spoleto              | Léo Corin (3)           | 280 P.  |
| 1986  | Bruay-Sur-Escaut     | Jean Bessems (1)        | 343 P.  |
| 1987  | Gorssel              | Jean Bessems (2)        | 389 P.  |
| 1988  | Dogen                | Jean Bessems (3)        | 342 P.  |
| 1989  | Wilrijkbei Antwerpen | Jean Bessems (4)        | 341 P.  |
| 1990  | Grubbenvorst         | Léo Corin (4)           | 71,71 % |
| 1991  | Barcelone            | Jean Reverchon (1)      | 68,60 % |
| 1994  | Anvers               | Thomas Ahrens (1)       | 71,95 % |
| 1995  | Berkelenschot        | Xavier Fonellosa (1)    | 74,82 % |
| 1996  | Niederanven          | Madou Touré (1)         | 70,35 % |
| 1997  | Izmir                | Walter Bax (1)          | 72,78 % |
| 2000  | Faches-Thumesnil     | Thomas Ahrens (2)       | 69,51 % |
| 2003  | Challans             | Thomas Ahrens (3)       | 67,55 % |
| 2005  | Sivas                | Madou Touré (2)         | -       |
| 2007  | Malatya              | Serdar Gumus (1)        | 69,66 % |
| 2009  | Grubbenvorst         | Sander Jonen (1)        | 71,44 % |
| 2013  | Brandenburg          | Eric Daelman (1)        | -       |
| 2015  | Brandenburg          | Serdar Gumus (2)        | -       |
| 2017  | Brandenburg          | Serdar Gumus (3)        | -       |
| 2019  | Brandenburg          | Erik Vijverberg (1)     | -       |

## Records

### Record de victoire
| Joueurs            | Nombre de victoires |
| ------------------ | ------------------- |
| Raymond Steylaerts | 14                  |
| René Vingerhoedt   | 6                   |
| Léo Corin          | 4                   |
| Jean Bessems       | 4                   |
| Joaquim Domingo    | 3                   |
| Thomas Ahrens      | 3                   |
| Serdar Gumus       | 3                   |
| Madou Touré        | 2                   |
| Jean Reverchon     | 1                   |
| Eric Daelman       | 1                   |
| Erik Vijverberg    | 1                   |
| Sander Jonen       | 1                   |
| Xavier Fonellosa   | 1                   |
| Walter Bax         | 1                   |
| Hans De Jager      | 1                   |
| Claudio Nadal      | 1                   |

### Record de victoire par nationalité
| Pays      | Nombre de victoires |
| --------- | ------------------- |
| Belgique  | 26                  |
| Pays-Bas  | 7                   |
| Espagne   | 5                   |
| France    | 3                   |
| Allemagne | 3                   |
| Turquie   | 3                   |